# 2022 en hockey sur glace
Cette page présente les éléments de hockey sur glace de l'année 2022, que ce soit d'un point de vue rencontres internationales ou championnats nationaux. Les grandes dates des différentes compétitions sont données ainsi que les décès de personnalités du hockey mondial.

## Autres

### Fins de carrière
- 30 janvier : Atte Engren
- 14 avril : Sébastien Bisaillon
- 13 mai : Nichlas Hardt
- 18 mai : Brodie Dupont
- 18 mai : Aleksandr Siomine
- 20 mai : Ákos Berta
- 25 mai : Ádám Hegyi
- 29 mai : Jason Spezza
- 2 juin : Florian Ondruschka
- 3 juin : Dylan Stanley
- 10 juin : Justin Krueger
- 14 juin : Carter Hutton
- 16 juin : Mattias Ritola
- 17 juin : Eric Himelfarb
- 24 juin : Anže Ropret
- 27 juin : Andreï Taratoukhine
- 27 juin : Denis Kouliach
- 29 juin : Alain Berger
- 29 juin : Jordan Smotherman
- 4 juillet : Viktor Tikhonov
- 7 juillet : Jani Tuppurainen
- 11 juillet : Matt Moulson
- 25 juillet : Petr Kanko
- 26 juillet : Chet Pickard
- 2 août : Mark Flood
- 3 août : Keaton Ellerby
- 4 août : Richard Clune
- 4 août : Rob Klinkhammer
- 5 août : Jan Hlaváč
- 6 août : Jacob Josefson
- 8 août : Greg Pateryn
- 16 août : Dzmitry Miltchakow
- 17 août : Goran Bezina
- 18 août : Robin Figren
- 18 août : Kyle Turris
- 1 septembre : Petteri Wirtanen
- 5 septembre : Markus Kankaanperä
- 8 septembre : Mathieu Perreault
- 14 septembre : Nathan Gerbe
- 14 septembre : Jeff Glass
- 19 septembre : Kurtis Gabriel
- 20 septembre : Keith Yandle
- 20 septembre : Zdeno Chára
- 20 septembre : Pernell Karl Subban

### Décès
- 9 juillet: Jouni Seistamo.
- 21 janvier : Clark Gillies.
- 19 février : Emile Francis.
- 12 mars : Gary Gresdal.
- 15 mars : Jean Potvin.
- 5 juin : Peter Ascherl.
- 18 juillet: Larry Jeffrey.
- 31 décembre : Sergueï Baoutine.